# Vladimír Tesař
Vladimír Tesař (20. říjen 1924 Praha – 12. říjen 2008 Praha) byl český malíř, ilustrátor, grafik, typograf a scénograf.

## Život
V letech 1940–1944 studoval na Státní grafické škole. Ve studiích pokračoval v letech 1945–1950 na Akademii výtvarných umění v Praze v ateliéru grafiky Vladimíra Pukla. Poté v letech 1950–1954 pokračoval ve studiu scénografie na téže škole v ateliéru Františka Tröstera. V letech 1954–1959 pak na Akademii působil jako asistent grafické speciálky.
Byl členem Skupiny M 57 a Sdružení českých umělců grafiků Hollar.

## Knižní ilustrace
Ilustroval desítky knih. Mezi nejznámější tituly patří Goethův Faust, vydaný k 150. výročí úmrtí autora (1982), a Babička Boženy Němcové (1979).

## Knižní grafika
Dlouhodobě spolupracoval s nakladatelstvím Československý spisovatel. Úzce spolupracoval s Lyrou Pragensis, ilustroval vydané knihy, připravoval grafické miniatury pro návštěvníky Salonů Lyry a soubory exlibris.Dále pracoval pro časopisy: Typografie, Literární noviny, Tvar, Výtvarná práce, Listy klubu přátel poezie a další. Navrhoval divadelní a filmové plakáty.

## Scénograf
Byl autorem scénických výprav a kostýmů, též autorem řady divadelních a filmových plakátů. Zahrál si i ve filmu Faunovo velmi pozdní odpoledne (1983; režie Věra Chytilová) a roli výtvarníka Oldřicha, přítele hlavního hrdiny ve smutné komedii Prodloužený čas (1984; režie Jaromil Jireš)

## Ocenění díla
- 1963: Cena nakladatelství Československý spisovatel za výtvarnou spolupráci[5]
- 1982: cena za ilustrace Goethova Fausta udělená v Londýně[6]
- 1984: titul Zasloužilý umělec[5]